# Milton (Ontário)
Milton é uma cidade secundária (town) da província canadense de Ontário, e parte da Municipalidade Regional de Halton e da região metropolitana de Toronto. Sua população é de aproximadamente 110 000 habitantes. 

## Economia
Suas principais fontes de renda são o turismo e transportes. Milton está localizada às margens da Via Expressa 401, que liga Windsor, na fronteira com Michigan, até a divisa com Québec. A cidade é bem servida por outras vias expressas importantes, fazendo da cidade um pólo de transportes, atraíndo muitos estabelecimentos industriais e comerciais. 
O crescimento populacional da cidade é uma das mais altas do país - estima-se que a população da cidade subirá para 100 mil em torno de 2020.